# Oppervlaktetraagheidsmoment
Het oppervlaktetraagheidsmoment of kwadratisch oppervlaktemoment, foutief ook wel kortweg traagheidsmoment genoemd, is een eigenschap van constructiedelen die de weerstand tegen doorbuiging in een bepaalde richting bepaalt.
Het oppervlaktetraagheidsmoment (dimensie m4) wordt gebruikt bij  sterkteberekeningen aan constructies. Het oppervlaktetraagheidsmoment moet niet worden verward met het (massa)traagheidsmoment (dimensie kg·m²), dat betrekking heeft op rotatiebeweging. Het heeft niets te maken met het begrip traagheid.
Het oppervlaktetraagheidsmoment van een object is niet afhankelijk van het toegepaste materiaal, maar alleen van zijn vorm en afmetingen. Welk oppervlaktetraagheidsmoment men in een specifiek geval moet gebruiken is afhankelijk van de belasting.

## Definitie
Het oppervlaktetraagheidsmoment {\displaystyle I} van een doorsnede {\displaystyle S} ten opzichte van een as in het vlak van de doorsnede is gedefinieerd als:
{\displaystyle I=\iint _{S}r^{2}\,\mathrm {d} A},
waarin {\displaystyle r} de afstand is van het oppervlakte-element {\displaystyle \mathrm {d} A} tot de as.
Zo is in het yz-vlak het oppervlaktetraagheidsmoment ten opzichte van de z-as:
{\displaystyle I_{z}=\iint _{S}y^{2}\,\mathrm {d} A}
In sommige, op technische toepassingen gerichte, literatuur wordt {\displaystyle I_{z}} aangeduid als {\displaystyle I_{yy}}

## Gebruik oppervlaktetraagheidsmoment

### Doorbuiging van een eenzijdig ingeklemde balk
De doorbuiging {\displaystyle w} van een balk is omgekeerd evenredig met het oppervlaktetraagheidsmoment {\displaystyle I} van betreffende balkdoorsnede en de elasticiteitsmodulus {\displaystyle E} (de stijfheid); bij een geschematiseerde balk met een eenzijdige inklemming (uitkragende balk), de lengte {\displaystyle L} en een puntlast {\displaystyle F} op de vrije uiteinde geldt:
{\displaystyle w={\frac {FL^{3}}{3EI}}}
In de werktuigbouwkunde, industriële vormgeving, civiele techniek en bouwkunde zoekt men dan ook balken met een zo hoog mogelijk traagheidsmoment in de draagrichting met een laag materiaalverbruik. Een platte balk zal vrij veel doorbuigen. Een vierkante balk heeft een hogere {\displaystyle I} en zal een stuk minder doorbuigen. Een I-profiel heeft een zeer grote {\displaystyle I}, doordat een groot deel van zijn oppervlakte op een grote afstand tot het zwaartepunt ligt. De hoogte van de balk werkt namelijk tot de 3de macht mee terwijl de breedte van de balk tot de eerste macht meewerkt (zie de formule). Voor een rechthoekige balk is het traagheidsmoment Ix = 1/12 × breedte × hoogte tot de derde macht ({\displaystyle I=bh^{3}/12}).

### Buigspanning in een balk
De buigspanning in een balk is de normaalspanning {\displaystyle \sigma } ten gevolge van een buigmoment {\displaystyle M_{b}}. Ze is afhankelijk van de verticale afstand {\displaystyle y} tot de zwaartelijn, het buigmoment {\displaystyle M_{b}} en het oppervlaktetraagheidsmoment {\displaystyle I}. Ze wordt gegeven door de formule van Navier:
{\displaystyle \sigma _{buig}={\frac {M_{b}y}{I}}}

## Voorbeelden
In onderstaande voorbeelden is {\displaystyle r} telkens de afstand tot een as door het zwaartepunt.  Met behulp van de Stelling van Steiner kan het moment rond een willekeurige as berekend worden.
Voor bijvoorbeeld een rechthoek met hoogte {\displaystyle h} en breedte {\displaystyle b} die verticaal belast wordt, is het oppervlaktetraagheidsmoment ten opzichte van een as in de breedterichting door het zwaartepunt (kies voor de berekening de oorsprong in het hoekpunt linksonder en de x-as in de breedterichting):
{\displaystyle I=\iint \limits _{A}r^{2}\,\mathrm {d} A=\int _{0}^{b}\int _{0}^{h}(y-{\tfrac {1}{2}}h)^{2}\,\mathrm {d} y\,\mathrm {d} x=\int _{0}^{b}{\tfrac {1}{12}}h^{3}\,\mathrm {d} x={\tfrac {1}{12}}bh^{3}}
| Beschrijving                                                         | Oppervlaktetraagheidsmoment                |
| -------------------------------------------------------------------- | ------------------------------------------ |
| rechthoek met hoogte {\displaystyle h} en breedte {\displaystyle b}  | {\displaystyle I_{0}={bh^{3} \over 12}}    |
| cirkel met straal {\displaystyle r}                                  | {\displaystyle I_{0}={\pi r^{4} \over 4}}  |
| halve cirkel met straal {\displaystyle r} op de x-as                 | {\displaystyle I_{0}={\pi r^{4} \over 8}}  |
| kwart cirkel met straal {\displaystyle r}                            | {\displaystyle I_{0}={\pi r^{4} \over 16}} |
| ellips, met lange as {\displaystyle a} en korte as {\displaystyle b} | {\displaystyle I_{0}={\pi ab^{3} \over 4}} |
| driehoek met basis {\displaystyle b} en hoogte {\displaystyle h}     | {\displaystyle I_{0}={bh^{3} \over 36}}    |